# Yola simulantis
Yola simulantis är en skalbaggsart som beskrevs av Omer-cooper 1965. Yola simulantis ingår i släktet Yola och familjen dykare. Inga underarter finns listade i Catalogue of Life.